# Tuyến đường sắt Dãy núi Nilgiri
Tuyến đường sắt Dãy núi Nilgiri viết tắt là NMR là tuyến đường sắt đo mét khổ hẹp 1000mm nằm ở Tamil Nadu, miền Nam Ấn Độ. Được xây dựng bởi những người Anh vào năm 1908 và được điều hành bởi khu đường sắt phía Nam, đây là tuyến đường sắt bánh răng duy nhất tại Ấn Độ.
Đây là tuyến đường sắt sử dụng chủ yếu đầu máy hơi nước nhưng đã chuyển sang sử dụng đầu máy diesel đoạn từ Coonoor đến Udagamandalam. Người dân địa phương và du khách dẫn đầu một chiến dịch sử dụng lại đầu máy hơi nước trong đoạn này.
Vào tháng 7 năm 2005, UNESCO đã bổ sung tuyến đường sắt này vào danh sách Di sản thế giới như là một phần mở rộng thành di sản Hệ thống đường sắt trên núi của Ấn Độ.

## Tuyến đường sắt
Đoạn giữa Mettupalayam và Coonoor, tuyến đường sắt sử dụng hệ thống thanh răng Abt để leo lên những con dốc. Và đây là tuyến đường sắt duy nhất tại Ấn Độ sử dụng hệ thống này. NMR có hành trình đi lên dốc mất 290 phút, trong khi đi xuống mất 215 phút. Trên tuyến đường có đường sắt dốc nhất châu Á với độ dốc 8,33%. Kể từ năm 2007, có một chuyến tàu từ Mettupalayam lúc 7 giờ 10 và đến Udhagamandalam vào buổi trưa. Nó quay đầu vào 14 giờ và đến nơi lúc 17 giờ 35. Chuyến tàu dự kiến kết nối với tàu cao tốc Nilgiri Express đi từ Mettupalayam đến Chennai qua Coimbatore.
Mặc dù tuyến đường sắt cung cấp dịch vụ bán vé được vi tính hóa nhưng vẫn phát hành vé thủ công Edmondson cho hành trình từ Udhagamandalam-Mettupalayam để bảo tồn trạng thái Di sản thế giới.

Chức năng của bánh răng và thanh răng
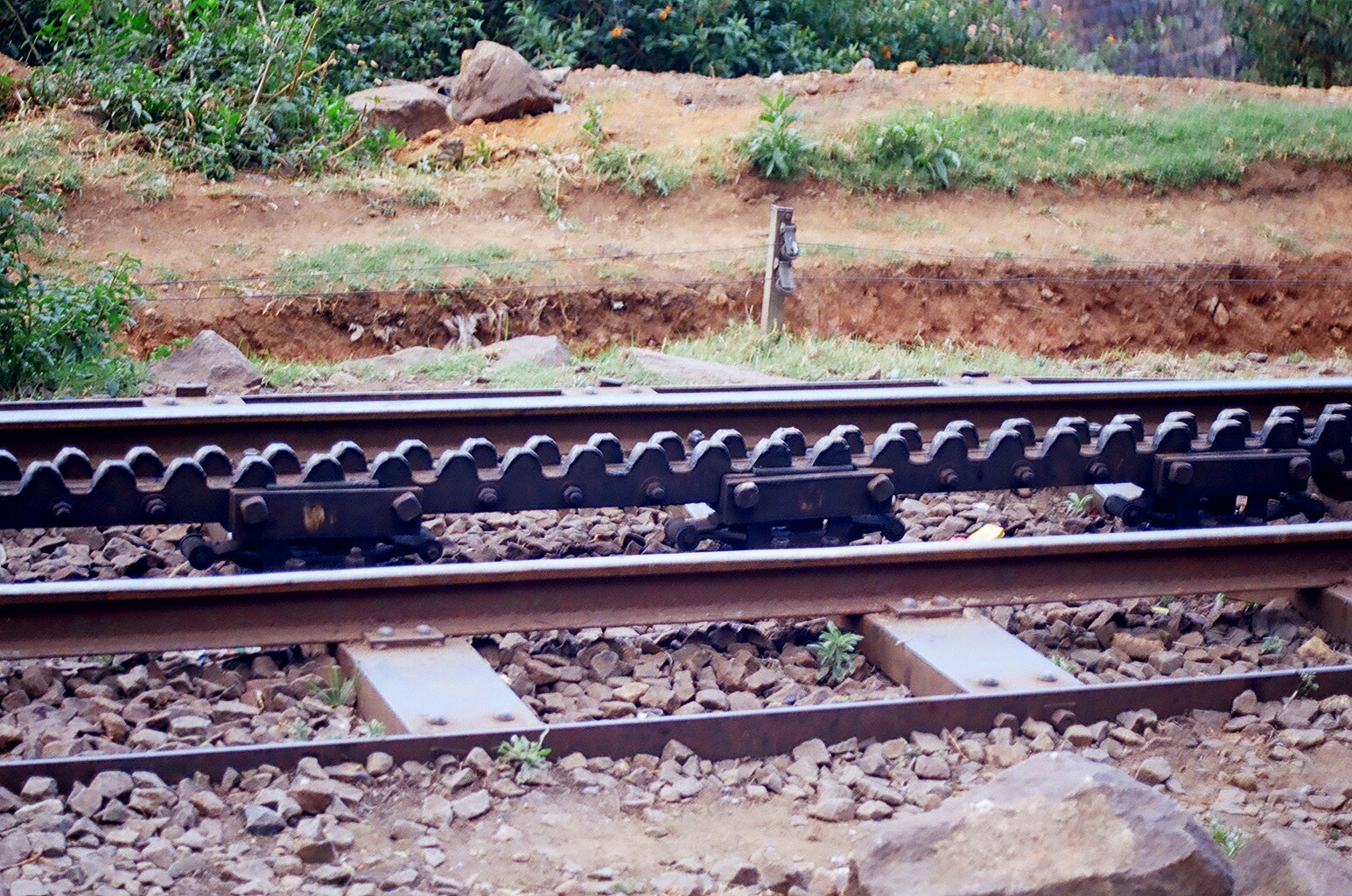
Thanh răng giữa hai đường ray
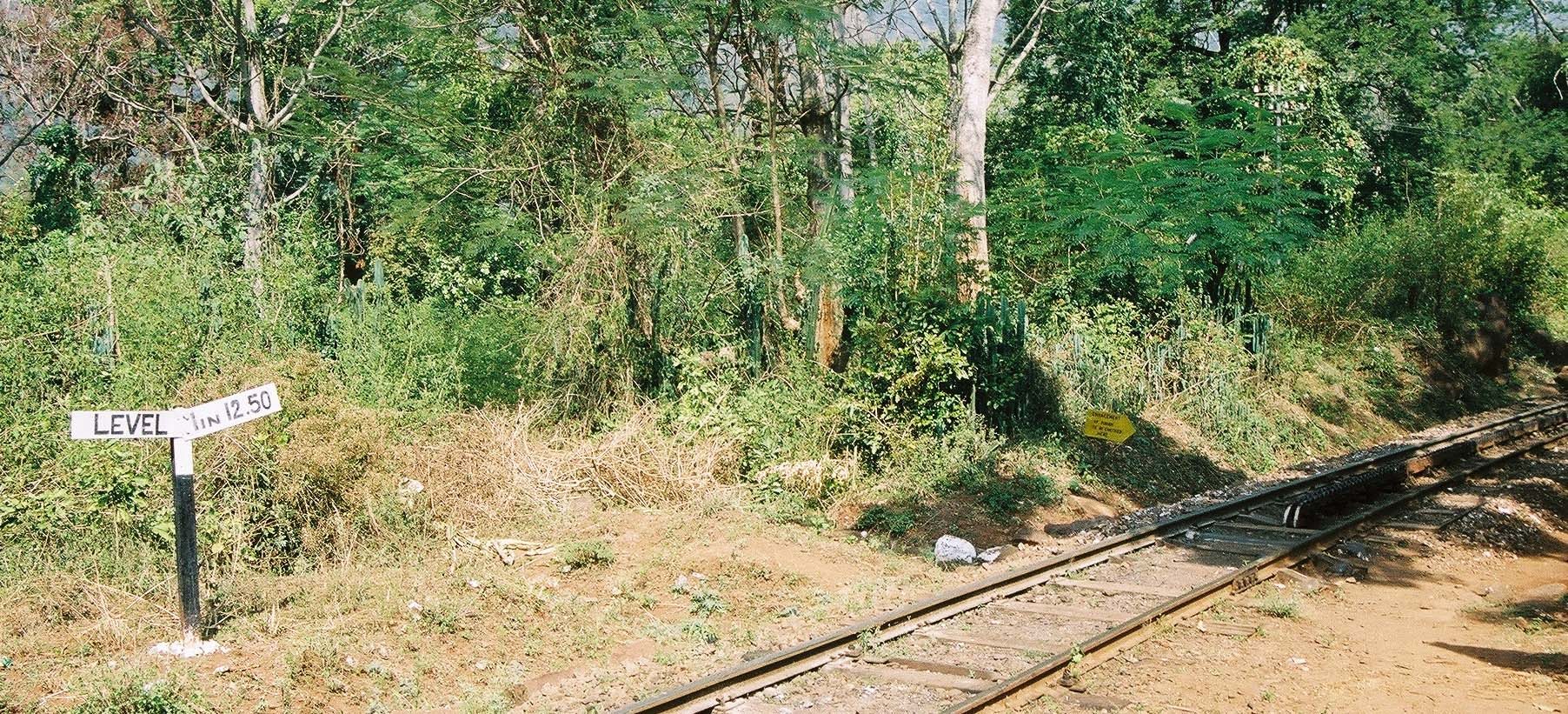
Điểm bắt đầu sử dụng thanh răng đường sắt tại Kallar

### Đầu máy
Tuyến đường sắt sử dụng đầu máy hơi nước lớp X chạy trên bánh răng được sản xuất bởi Công ty Máy móc và Đầu máy Thụy Sĩ ở Winterthur. Loại đầu máy này có lịch sử từ sáu cho đến tám thập kỷ. Chính điều này đã mang đến sức hút riêng cho tuyến đường sắt, đưa nhiều hành khách đến Coonoor và Udhagamandalam trên quãng đường dài 45,8 kilômét (28 mi) với 108 khúc cong, 16 đường hầm và 250 cây cầu.
Đầu máy hơi nước có thể sử dụng tại bất kỳ đoạn nào nhưng đầu máy diesel chỉ có thể hoạt động tại đoạn giữa Coonoor và Udagamandalam. Điều này là dấu hiệu của việc bắt đầu sử dụng đầu máy diesel để thay thế. Mỗi động cơ diesel nặng hơn 50 tấn và có giá 10 triệu rupee. Bể nhiên liệu riêng biệt có thể chứa 850 lít dầu diesel và 2250 lít dầu đốt, với công suất kéo trung bình 97,6 tấn. Tốc độ chạy là 30 km mỗi giờ tại vùng đồng bằng và 15 km mỗi giờ khi leo núi. Sự xuất hiện của động cơ mới khiến dịch vụ vận chuyển thường xuyên gián đoạn.

### Nhà ga
- Mettupalayam tại đây có đường sắt khổ 5 ft 6 in gần Giao lộ Coimbatore.
- Kallar là một nhà ga đã đóng cửa, mặc dù nó là điểm bắt đầu của thanh răng đường sắt, khi tàu rời ga thì độ dốc là 1 in 12 (8,33%).
- Adderly chỉ được sử dụng như một trạm dừng tiếp nước.
- Hillgrove là một trạm dừng bưu điện, trạm tiếp nước và có nước giải khát cho hành khách.
- Runnymede là một trạm dừng tiếp nước
- Kateri Road là một nhà ga cũ hiện đã không còn được sử dụng
- Coonoor là ga trung gian chính gần xưởng sửa chữa đầu máy và là điểm cuối của thanh răng đường sắt. Tại đây đầu máy phải đảo chiều trước khi lên tiếp đến Udhagamandalam
- Wellington
- Aravankadu
- Ketti
- Lovedale
- Udhagamandalam là nơi bảo quản phần lớn các thiết bị từ thời Ấn Độ thuộc Anh. Ngoài tòa nhà ban đầu từ năm 1908, tại đây còn có máy lọc nước cho đầu máy hơi nước và một chiếc cân được sản xuất năm 1907 bởi Hendry Boomley & Son tại Birmingham.[5]

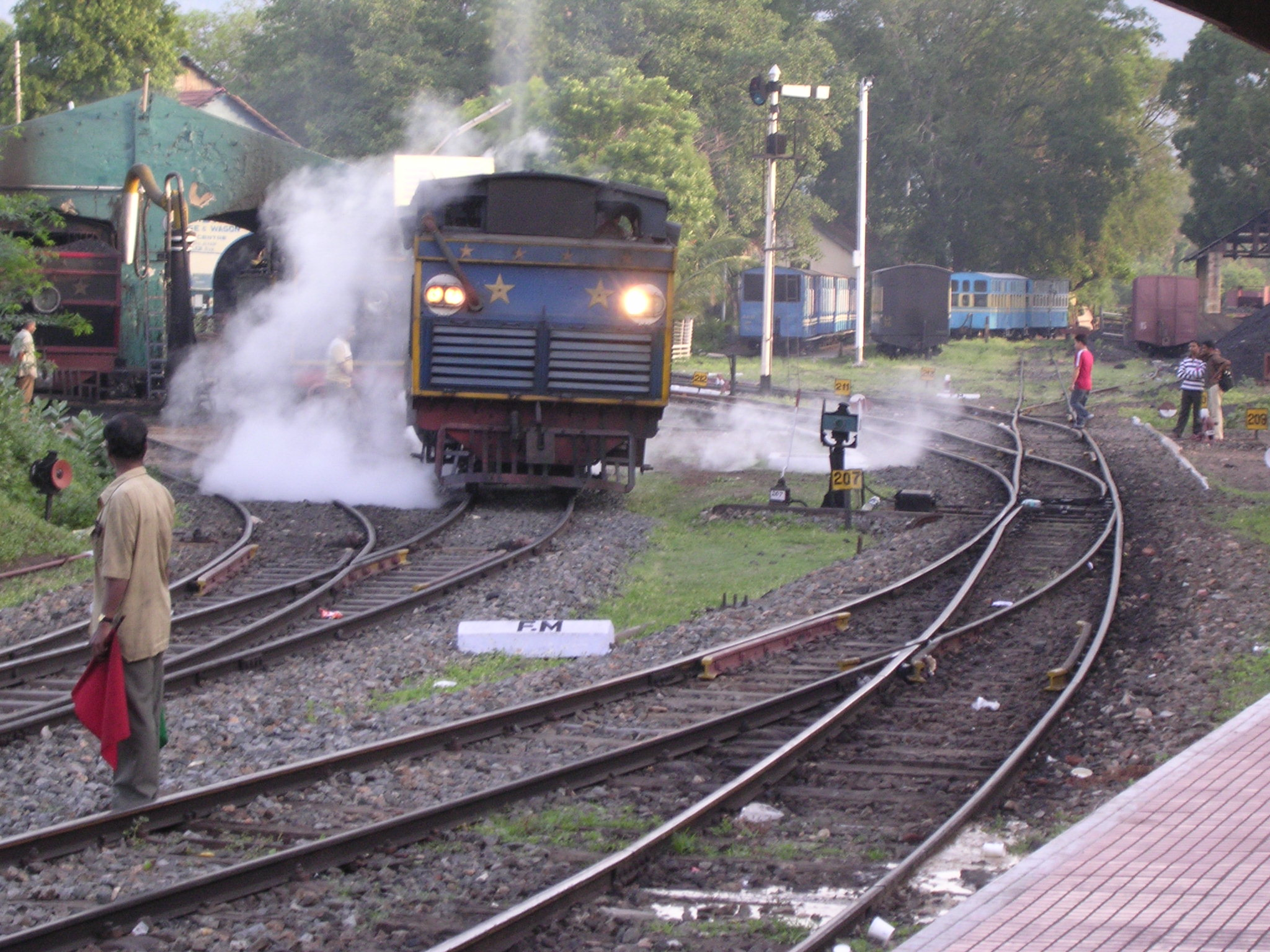
Ga đường sắt Mettupalayam
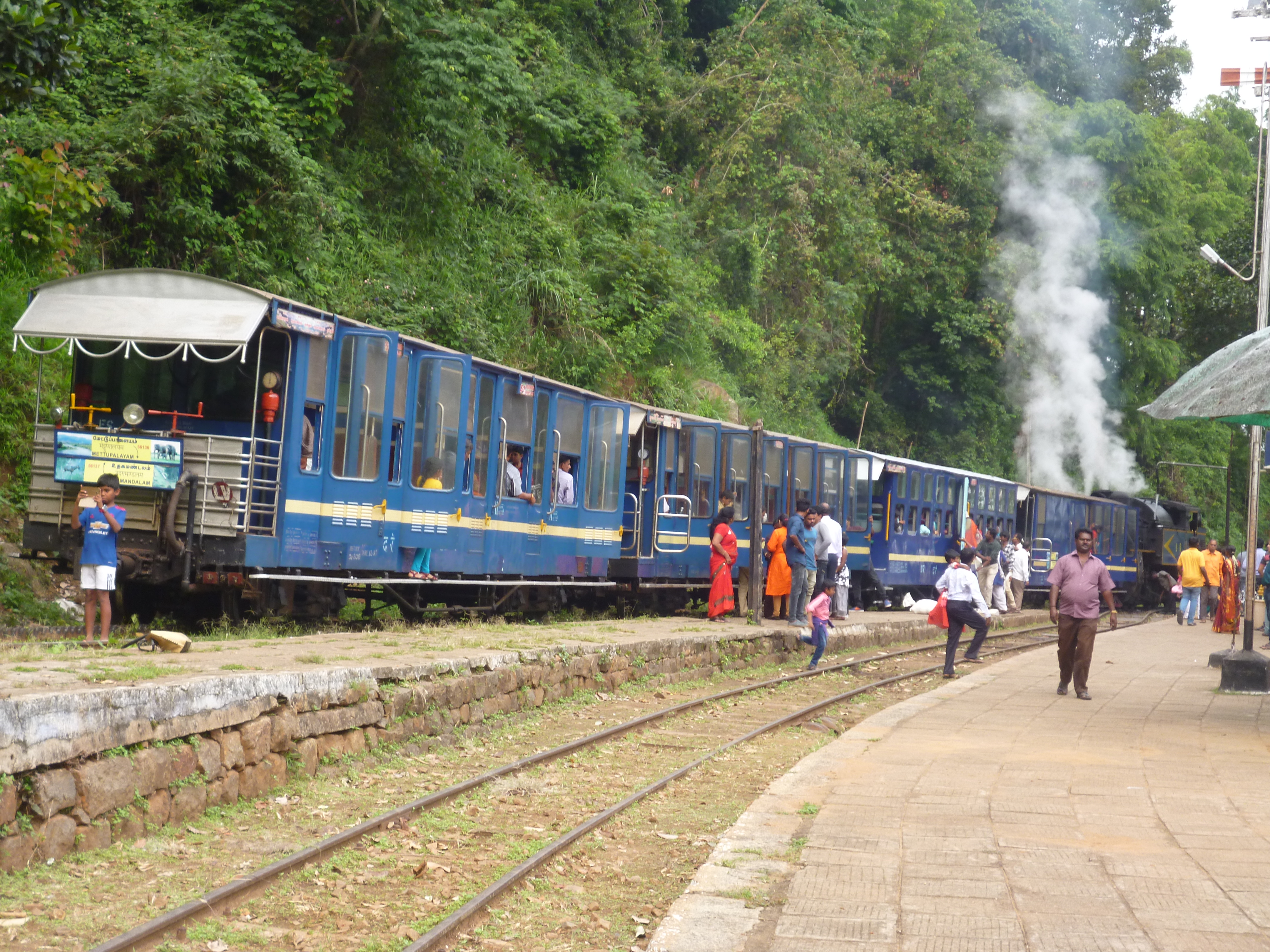
Ga đường sắt Hillgrove
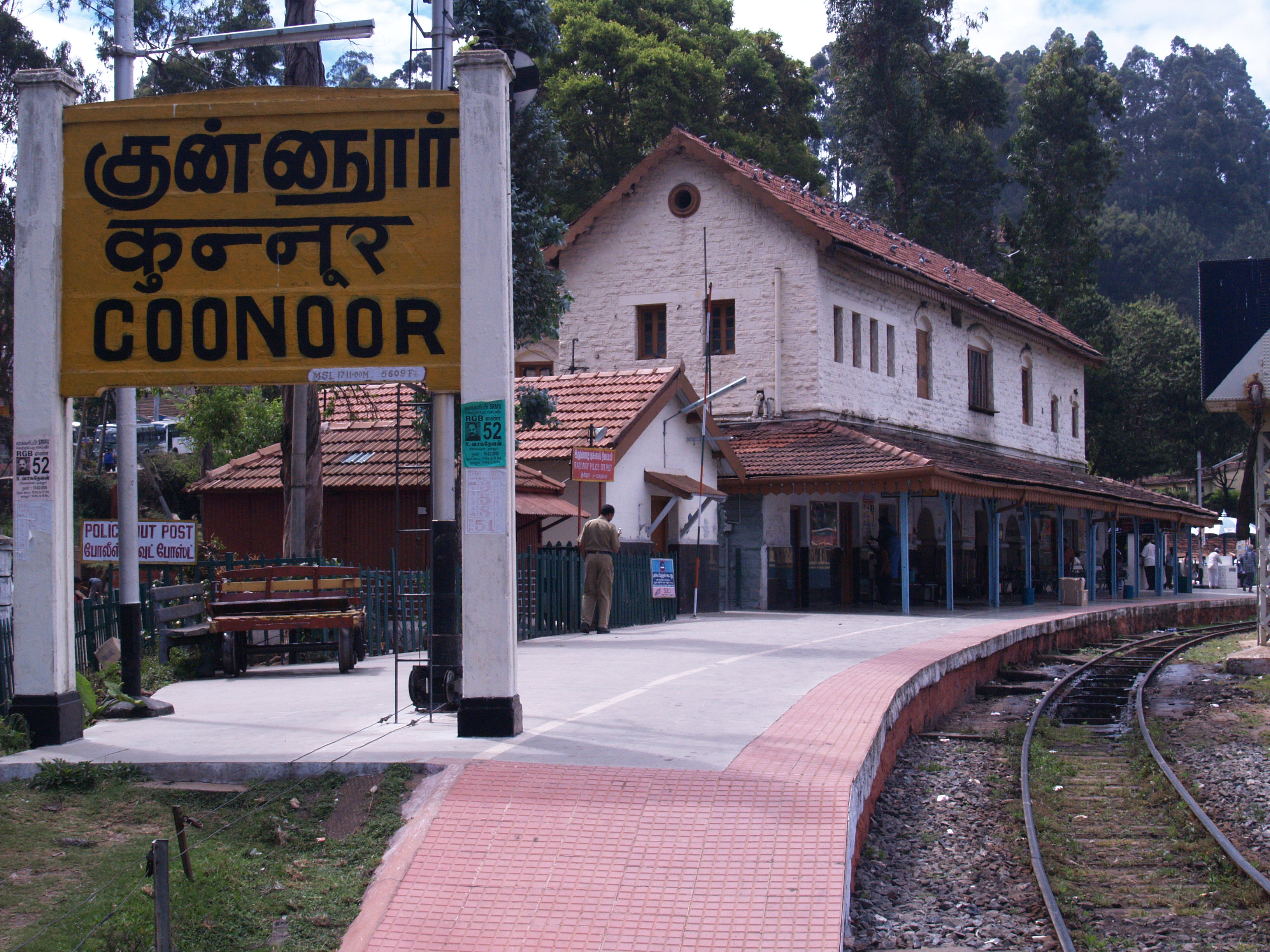
Ga đường sắt Coonoor
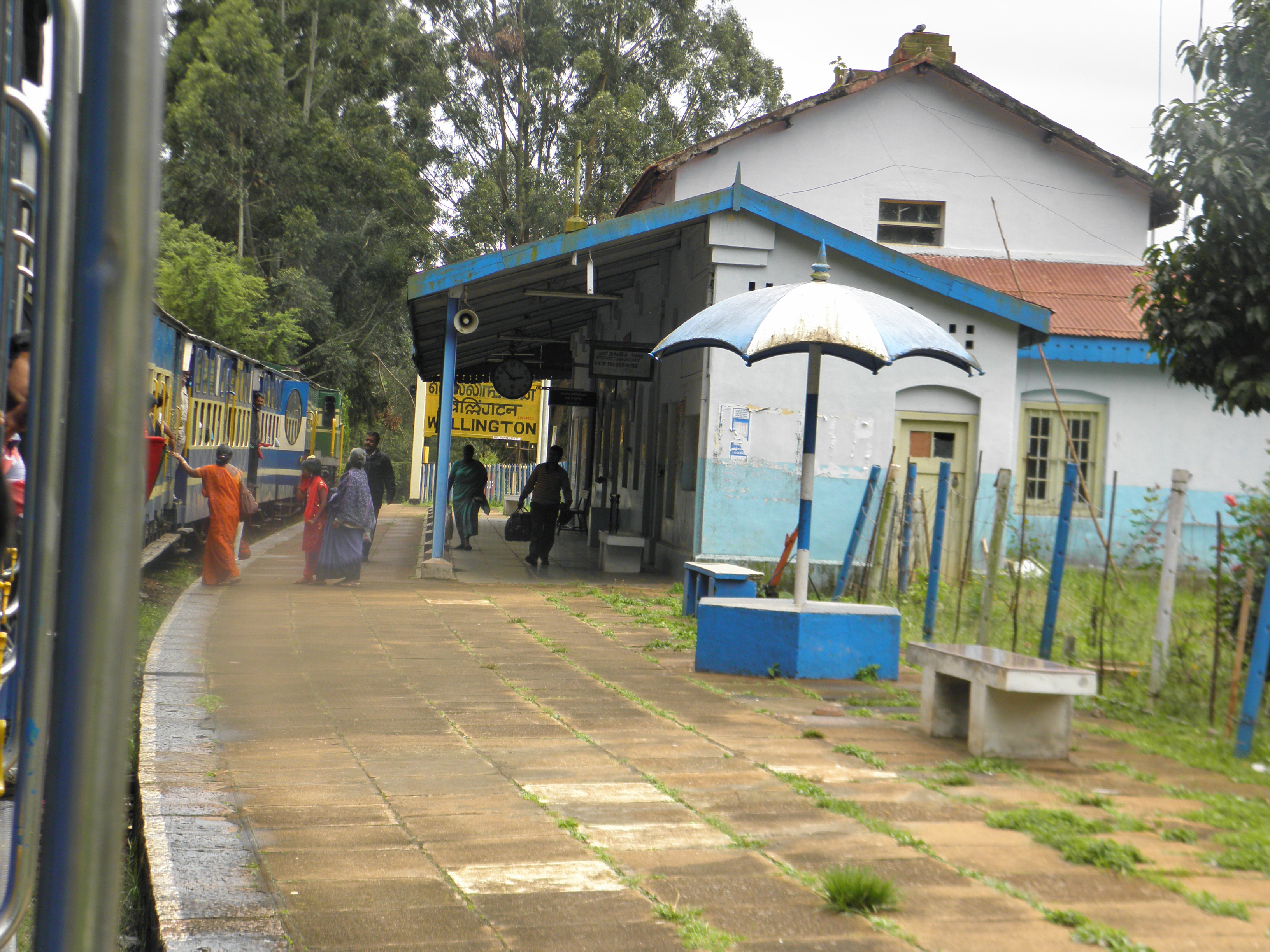
Ga đường sắt Wellington
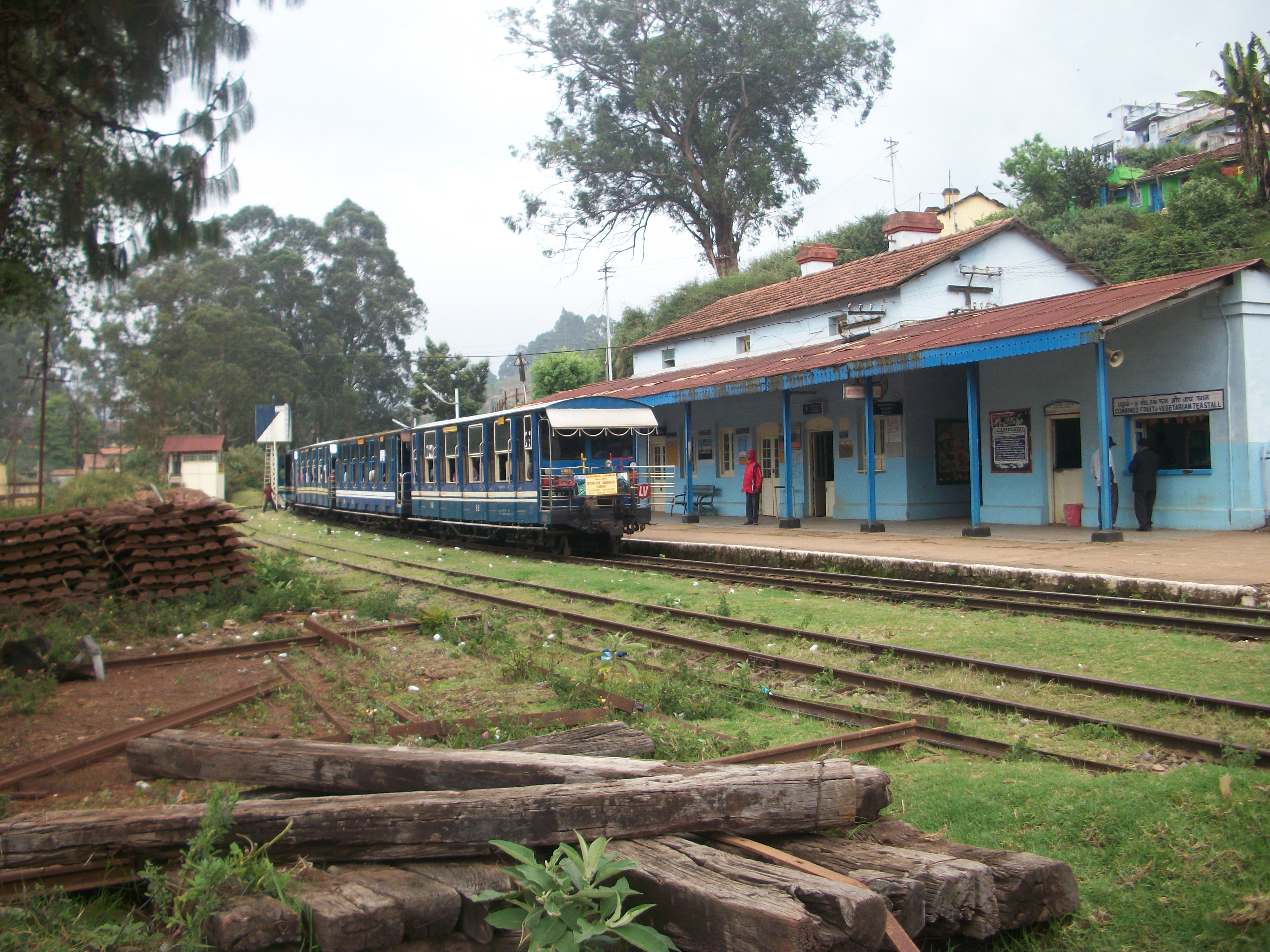
Ga đường sắt Aruvankadu
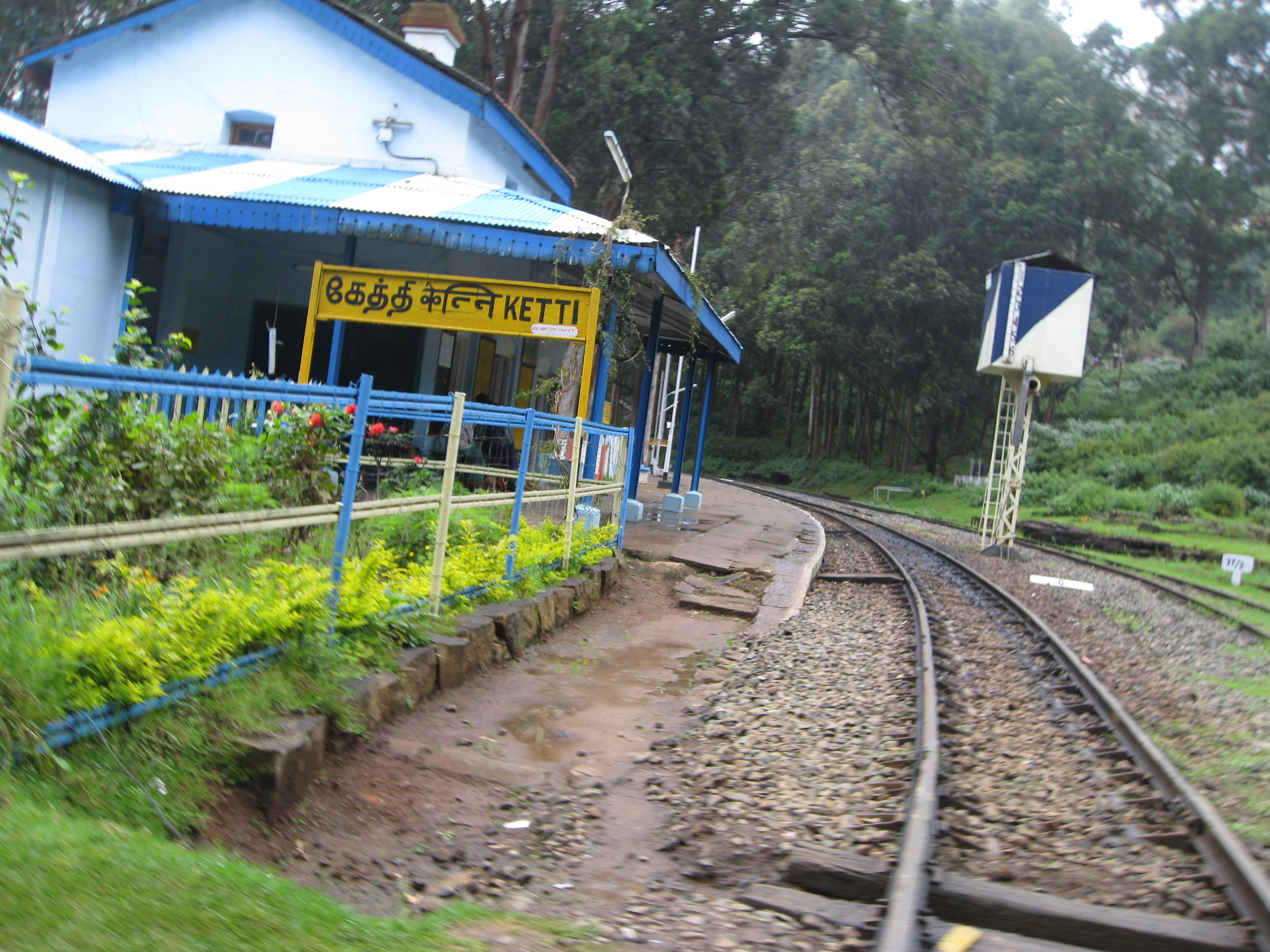
Ga đường sắt Ketti
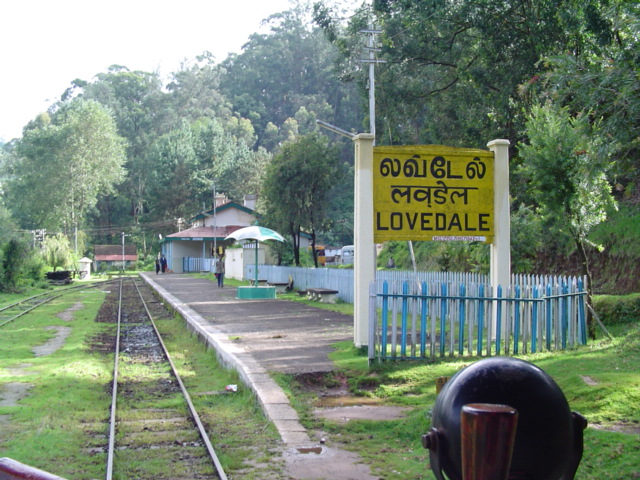
Ga đường sắt Lovedale
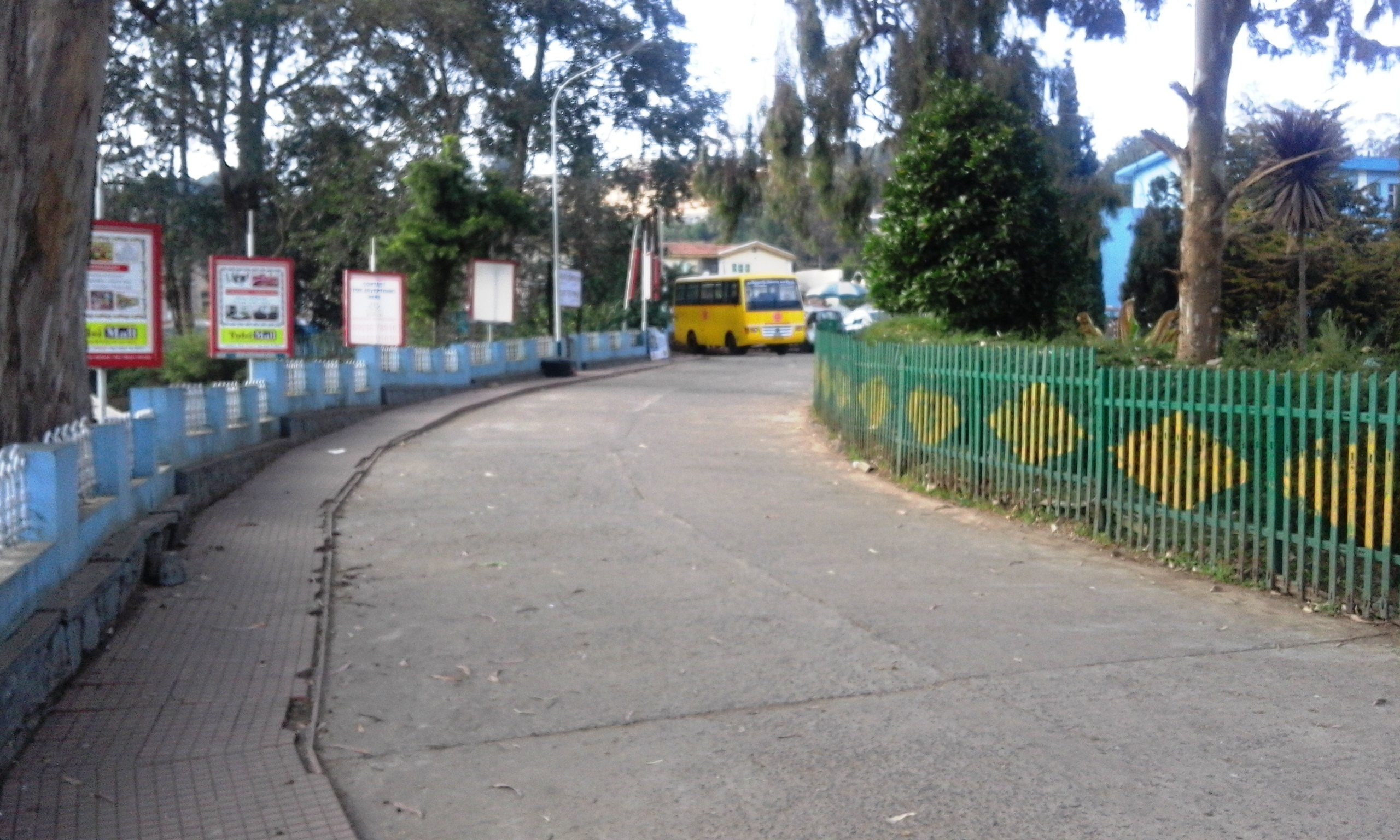
Ga đường sắt Udhagamandalam